# Melancton Smith
Melancton Smith (* 7. Mai 1744 in Jamaica, Queens, Provinz New York; † 29. Juli 1798 in New York City) war ein amerikanischer Offizier, Händler und Politiker.

## Leben
Melancton Smith wurde von seinen Eltern zuhause unterrichtet. Später war er in Poughkeepsie (New York) geschäftlich tätig und verfolgte eine politische und militärische Laufbahn. Er nahm am 22. Mai 1775 als Delegierter am ersten Provinzkongress von New York teil. Nach dem Ausbruch des Amerikanischen Unabhängigkeitskrieges verpflichtete er sich in der Armee. Er diente im Continental Line Regiment, das am 30. Juni 1775 aufgestellt wurde. Er stellte auch die Dutchess County Minutemen auf, von denen er der Captain wurde. Darüber hinaus war er in den Jahren 1777 und 1778 als Geheimdienstbeauftragter und Sheriff von Dutchess County tätig. Nach dem Krieg zog er 1785 nach New York City, wo er als Händler tätig war. Im gleichen Jahr wurde er in den Kontinentalkongress gewählt, wo er bis 1787 tätig war. Danach gehörte er zu der Delegation, die 1788 die Amerikanische Unabhängigkeitserklärung bei Poughkeepsie ratifizierte. Smith diente 1791/1792 in der New York State Assembly. Während dieser Zeit war er Mitglied eines Ausschusses, der über mehrere Formfehler bei der Gouverneurswahl von 1792 entscheiden musste. Die Entscheidung fiel zu Gunsten von George Clinton aus. Smith verstarb 1798 und wurde auf dem Jamaica Cemetery (New York City) beigesetzt.